# بيتر لويس (دراج)
بيتر لويس (بالإنجليزية: Peter Lewis)‏ هو دراج أسترالي، ولد في 1 فبراير 1990 في نيوكاسل في أستراليا.

## وصلات خارجية
- بيتر لويس على موقع أرشيف الدراجات (الإنجليزية)
- بيتر لويس على موقع اتحاد ألعاب الكومنولث (مؤرشف) (الإنجليزية)